# Used To Be Young
«Used To Be Young» —en español: «Solía ser joven»— es una canción de la cantante estadounidense Miley Cyrus. Fue lanzada el 24 de agosto de 2023 a través de Columbia Records, un día después del estreno del especial de ABC Endless Summer Vacation: Continued (Backyard Sessions). La canción fue escrita por Cyrus junto con Aldae y Michael Pollack, mientras que la cantante, Pollack y Shawn Everett estuvieron a cargo de la producción. Fue incluida en la reedición digital de su octavo álbum de estudio Endless Summer Vacation (2023).
«Used To Be Young» debutó en el número ocho del Billboard Hot 100, convirtiéndose en la duodécima canción de Cyrus entre los diez primeros y la segunda de Endless Summer Vacation, después de «Flowers».

## Antecedentes
«Esta letra fue escrita hace casi 2 años al comienzo de mis vacaciones de verano sin fin. Fue en un momento en el que me sentí incomprendida. He [creado] una imagen sonora desde mi perspectiva para compartirla con ustedes. Ha llegado el momento de lanzar una canción que puedo perfeccionar para siempre. Aunque mi trabajo ya terminó, esta canción seguirá escribiéndose todos los días. El hecho de que permanezca inacabado es parte de su belleza. Esa es mi vida en este momento... inacabada pero completa».
Cyrus sobre escribir la canción, Billboard.

Cyrus insinuó por primera vez la pista y un próximo lanzamiento durante una entrevista para la edición de junio de 2023 de la edición británica de Vogue; ella reveló la letra de la canción, en ese entonces, no anunciada todavía: "Sé que solía estar loca / Sé que solía ser divertida / Dices que solía ser salvaje / Yo digo que solía ser joven". El 8 de agosto de 2023 la canción fue nuevamente mencionada en el anuncio de la nueva edición del álbum Bangerz (2013) de Cyrus para su décimo aniversario, en donde se puede leer "Reflect back on when Miley Used To Be Young by revisiting the beloved original hits" que se traduce al español como "reflexiona cuando Miley Solía Ser Joven escuchando los amados éxitos originales". El 15 de agosto, Cyrus publicó un clip en sus redes sociales de una calle cubierta con carteles de ella, subtitulados con letras de canciones de sus épocas pasadas junto con la letra "Digo que solía ser joven". Estos carteles se vieron en varias ciudades del mundo ese día, incluidas Bruselas, Los Ángeles, New York City y París. Las palabras "Used to Be Young" también aparecieron en todas las miniaturas de sus videos musicales en YouTube.
Cyrus anunció el sencillo junto con el especial de ABC, Endless Summer Vacation: Continued (Backyard Sessions) a través de un tráiler en sus redes sociales el 17 de agosto. Cyrus reveló la portada de la canción y su fecha de lanzamiento, 25 de agosto de 2023, un día después del estreno del especial, que se describió como una versión "reinventada" del Miley Cyrus – Endless Summer Vacation (Backyard Sessions) (2023). Los vinilos de edición limitada de 7 pulgadas de la canción estuvieron disponibles para pre-ordenamiento, junto con su pre-guardado en plataformas de transmisión. En una declaración adjunta, Cyrus reveló que la canción está dedicada a sus "fieles seguidores" por "amar cada versión de [ella]". Ella reveló que eligió lanzar la canción el 24 de agosto de 2023, ya que marcó una década de su controvertida actuación en los MTV VMAs de 2013 y el lanzamiento de su sencillo «Wrecking Ball» (2013) y su respectivo video musical. La cantante publicó la letra completa de la canción el 22 de agosto en sus redes sociales. Cyrus reveló que fue escrita en 2021 durante las etapas iniciales de desarrollo de su octavo álbum de estudio, Endless Summer Vacation (2023); ella "[creó] una imagen sonora de [su] perspectiva para compartir con [sus fans]".

## Recepción de la crítica

### Listas de fin de año
Varios medios incluyeron a «Used To Be Young» en sus listas de mejores canciones del 2023.
| Publicación        | Lista                      | Posición | Ref.   |
| ------------------ | -------------------------- | -------- | ------ |
| Billboard          | Mejores Canciones del 2023 | 81       | [ 17 ] |
| The New York Times | Mejores Canciones de 2023  | 17       | [ 18 ] |
| USA Today          | Mejores Canciones de 2023  | —        | [ 19 ] |

## Rendimiento comercial
«Used to Be Young» se convirtió en la duodécima canción de Miley Cyrus entre las diez primeras en el Billboard Hot 100, debutando en el número ocho con 25,9 millones de audiencia; 17,8 millones de reproducciones y 19.000 descargas. Debutó en el número 2 de la lista Digital Song Sales, en el número 9 de Streaming Songs y el número 19 en Radio Songs. También marcó la segunda canción de Cyrus que apareció entre los diez primeros del Hot 100 en 2023, después de «Flowers».

## Créditos y personal
Créditos adaptados de YouTube.
- Miley Cyrus – voz, compositora, productora
- Michael Pollack – compositor, productor, artista asociado, celesta, teclado, órgano, piano, sintetizador
- Shawn Everett – productor, teclado, sintetizador, ingeniero, ingeniero de mezcla, ingeniero de voz
- Gregory Aldae Hein – compositor
- Pino Palladino – bajo
- Delicate Steve – guitarra
- Maxx Morando – batería, programador, sintetizador
- Ian Gold – ingeniero
- Pièce Eatah – ingeniero, ingeniero de voz
- Chris Gehringer – ingeniero de masterización

## Posicionamiento en listas
| País (Lista 2023)                         | Mejor posición | Ref    |
| ----------------------------------------- | -------------- | ------ |
| Alemania (GfK)                            | 53             | [ 22 ] |
| Australia (ARIA)                          | 13             | [ 23 ] |
| Austria (Ö3 Austria Top 40)               | 29             | [ 24 ] |
| Bélgica (Ultratop 50 Flandes)             | 6              | [ 25 ] |
| Bélgica (Ultratop 50 Valonia)             | 13             | [ 26 ] |
| Canadá (Canadian Hot 100)                 | 8              | [ 27 ] |
| Canadá (Hot AC)                           | 1              | [ 28 ] |
| CEI (TopHit)                              | 56             | [ 29 ] |
| Croacia (HRT)                             | 8              | [ 30 ] |
| Dinamarca (Hitlisten)                     | 25             | [ 31 ] |
| Eslovaquia (Radio Top 100)                | 8              | [ 32 ] |
| Eslovaquia (Singles Digitál Top 100)      | 32             | [ 33 ] |
| Estados Unidos (Billboard Hot 100)        | 8              | [ 34 ] |
| Estados Unidos (Adult Contemporary)       | 7              | [ 35 ] |
| Estados Unidos (Adult Pop Airplay)        | 1              | [ 36 ] |
| Estados Unidos (Pop Airplay)              | 4              | [ 37 ] |
| Francia (SNEP)                            | 101            | [ 38 ] |
| Global 200 (Billboard)                    | 6              | [ 39 ] |
| Global Excl. U.S. (Billboard)             | 13             | [ 40 ] |
| Grecia Internacional (IFPI)               | 69             | [ 41 ] |
| Irlanda (IRMA)                            | 7              | [ 42 ] |
| Islandia (Plötutíðindi)                   | 19             | [ 43 ] |
| Israel (Media Forest)                     | 12             | [ 44 ] |
| Italia (FIMI)                             | 72             | [ 45 ] |
| Letonia (EHR)                             | 33             | [ 46 ] |
| Líbano (Lebanese Top 20)                  | 2              | [ 47 ] |
| Lituania (AGATA)                          | 33             | [ 48 ] |
| Noruega (VG-lista)                        | 12             | [ 49 ] |
| Nueva Zelanda (RMNZ)                      | 12             | [ 50 ] |
| Países Bajos (Dutch Top 40)               | 22             | [ 51 ] |
| Países Bajos (Single Top 100)             | 60             | [ 52 ] |
| Panamá (Monitor Latino)                   | 16             | [ 53 ] |
| Polonia (Polish Airplay Top 100)          | 7              | [ 54 ] |
| Polonia (Polish Streaming Top 100)        | 77             | [ 55 ] |
| Portugal (AFP)                            | 45             | [ 56 ] |
| Reino Unido (UK Singles Chart)            | 12             | [ 57 ] |
| República Checa (Rádio – Top 100)         | 52             | [ 58 ] |
| República Checa (Singles Digitál Top 100) | 31             | [ 59 ] |
| Rusia Airplay (TopHit)                    | 105            | [ 60 ] |
| Singapur (RIAS)                           | 29             | [ 61 ] |
| Suecia (Sverigetopplistan)                | 23             | [ 62 ] |
| Suiza (Schweizer Hitparade)               | 23             | [ 63 ] |
| Vietnam (Vietnam Hot 100)                 | 61             | [ 64 ] |

| País (Lista 2023) | Mejor Posición | Ref    |
| ----------------- | -------------- | ------ |
| CEI (TopHit)      | 63             | [ 65 ] |

| País (Lista 2023)                   | Mejor Posición | Ref    |
| ----------------------------------- | -------------- | ------ |
| Bélgica (Ultratop 50 Flandes)       | 77             | [ 66 ] |
| Estados Unidos (Adult Contemporary) | 32             | [ 67 ] |
| Estados Unidos (Adult Pop Airplay)  | 49             | [ 68 ] |
| Estados Unidos (Digital Song Sales) | 51             | [ 69 ] |
| Israel (Galgalatz)                  | 17             | [ 70 ] |
| Países Bajos (Dutch Top 40)         | 94             | [ 71 ] |
| Polonia (Polish Airplay Top 100)    | 81             | [ 72 ] |

## Certificaciones
| País (Organismo certificador) | Certificaciones | Ventas certificadas | Ref.   |
| ----------------------------- | --------------- | ------------------- | ------ |
| Australia (ARIA)              | Oro             | 35 000              | [ 73 ] |
| Bélgica (BEA)                 | Oro             | 20 000              | [ 74 ] |
| Brasil (Pro-Música Brasil)    | Platino         | 40 000              | [ 75 ] |
| Canadá (Music Canada)         | Oro             | 40 000              | [ 76 ] |
| Estados Unidos (RIAA)         | Platino         | 1 000               | [ 77 ] |
| Nueva Zelanda (RMNZ)          | Oro             | 15 000              | [ 78 ] |
| Polonia (ZPAV)                | Oro             | 25 000              | [ 79 ] |
| Reino Unido (BPI)             | Plata           | 200 000             | [ 80 ] |

## Historial de lanzamientos
| Región | Fecha                  | Formato                    | Discográfica | Ref.   |
| ------ | ---------------------- | -------------------------- | ------------ | ------ |
| Varios | 24 de agosto de 2023   | Descarga digital streaming | Columbia     | [ 81 ] |
| Varios | 13 de octubre de 2023  | Vinilo de 7 pulgadas       | Columbia     | [ 82 ] |
| Italia | 3 de noviembre de 2023 | Radio airplay              | Sony         | [ 83 ] |